# فيليب هولمز
فيليب هولمز (بالإنجليزية: Philip Holmes)‏ (ولد عام 1945) و يعمل حالياً أستاذاً للهندسة الجوية و الميكانيكية بجامعة برنستون. أتم هولمز دراسته الجامعية بجامعة أوكسفورد، حيث درس الهندسة من العام 1964و حتى العام 1967، بعدها حصل علي درجة الدكتوراة من جامعة ساوث هامبتون في العام 1974. تعد من أكبر مشاركاتة العلمية هي إسهاماته في مجال الديناميكا الغير خطية و معادلات تفاضلية. ألف هو و جون جوكنهيمر كتابا يعد من الرموز في مجال النظم الدينيماكية. ويمتلك هولمز عدة إصدارات في مجال الشعر أيضاً.

## وصلات خارجية
- تلاميذ هولمز
- صفحتة لدي موقع برنستون